# Something Beautiful (Robbie Williams)
Something Beautiful è una canzone di Robbie Williams, pubblicata come terzo singolo del quinto album Escapology nell'estate del 2003.

## Video musicale
Il video di Something Beautiful è stato girato da James Tonkin e trasmesso a partire dal 30 giugno 2003. Soggetto del video è un concorso nel quale persone da tutta l'Europa gareggiano per vincere l'opportunità di avere il ruolo di Robbie Williams alla fine dello stesso video. I tre finalisti, di nome Peter, Bjørn e Rebecca, vivono per pochi giorni come delle star intanto che si esercitano per la serata finale, venendo anche vestiti e pettinati come Williams e alla fine vince Peter, con il viso e il taglio di capelli più simili a quelli di Williams, il quale incontrerà casualmente l'omonima star alla fermata dell'autobus.

## Tracce
UK CD
1. "Something Beautiful" - 4:49
2. "Berliner Star" - 3:51
3. "Coffee, Tea & Sympathy" - 4:35
4. Enhanced Section with Photo Gallery

UK DVD
1. "Something Beautiful" Interactive Music Video with all the endings
2. "Berliner Star" Audio
3. "Coffee, Tea & Sympathy" Audio
4. Robbie Video Clip

## Classifiche
| Classifica (2003) | Posizione massima |
| ----------------- | ----------------- |
| Australia         | 24                |
| Austria           | 19                |
| Belgio (Fiandre)  | 48                |
| Belgio (Vallonia) | 53                |
| Danimarca         | 8                 |
| Europa            | 8                 |
| Francia           | 70                |
| Germania          | 46                |
| Irlanda           | 6                 |
| Italia            | 22                |
| Nuova Zelanda     | 7                 |
| Paesi Bassi       | 16                |
| Regno Unito       | 3                 |
| Svizzera          | 52                |